# Kárpátalja talajai
Kárpátalja talajadottságai változatosak, sokszínűek. A talajviszonyokat illetően három övezetre osztható a terület. A Kárpátaljai-alföld 104-140 méteres tengerszint feletti magasságban magába foglalja gyakorlatilag a teljes Beregszászi és Nagyszőlősi járásokat, valamint az Ungvári és a Munkácsi járások délkeleti részét. A vulkáni vonulat nyugati lejtői és a szigetvulkánok területe 140-400 méterrel a tengerszint, amely az Ungvári, Munkácsi, Perecsenyi, Ilosvai, Huszti, Técsői járások dombvidéke, valamint a Rahói járás délnyugati része. Területi kiterjedtségét tekintve legnagyobb a 400 méter feletti hegyvidéki övezet, a megye területének mintegy négyötöde tartozik ide.
A síkvidék legelterjedtebb talajtípusa a podzolos réti barnaföld. Kialakulásában és fejlődésében jól felismerhető a csekély aljnövényzetű erdő hatása. A talajképző kőzet többnyire a folyók egykori öntésterületén lerakódott hordalék, amelynek mechanikai összetétele ennek következtében egynemű, többnyire agyagos vályog, agyag vagy nehéz agyag. A talajfolyamatokat időszakosan kialakuló felszínközeli talajnedvesség is befolyásolja. A podzolos réti barnaföldek nehezen művelhető talajok, azonban jó potenciális termőképességgel rendelkeznek. Nagyon jól megterem ezeken a talajokon az őszi búza, kukorica, napraforgó, zab, különféle zöldség, a gyümölcs és szőlő.
A síkvidék mélyebben fekvő területeken, a nehéz mechanikai összetételű kőzeteken alakult ki a glejes réti barnaföld. A Szernye-mocsár területén összefüggő területet alkot. Jellemző rá az erdős növényzet és a gyakori, nagymértékű túlnedvesedés. A rossz vízáteresztő képesség valamint a magas talajvízszint következtében ezek a talajok hosszabb ideig vízborítás alatt állnak, ami a teljes szelvény elglejesedését okozza. A glejes réti barnaföld csak lecsapolás után használható mezőgazdasági növények termesztésére. Általában kapás növényeket és rövid tenyészidejű növényeket termesztenek.
A magmatikus kőzeteken, részben a kárpáti flis mállástermékein a meleg és nedves éghajlati viszonyok és az erdős növényzetnek a hatására alakultak ki a podzolos barnaföldek.
A magas Kárpátokban, 1300-2000 méteren barnaföldek találhatóak. A barnaföldek tápanyag-gazdálkodása kedvezőtlen, és elsősorban legelőként hasznosítják őket.